# Galvanoplastie

Principe de la galvanoplastie.

La galvanoplastie est une technique électrolytique d'orfèvrerie servant à la reproduction(?) d'objets en utilisant un moule relié au pôle négatif d'une pile et qui se recouvre alors d'une couche de métal.
Par confusion, le terme désigne aussi la technique de traitement de surface, la galvanostégie dont le but est de préserver l'objet de l'oxydation.

## Utilisation
Cette technique est utilisée pour reproduire, ornementer ou embellir un objet, à partir d'un moule, soit encore pour en prendre l'empreinte. Le terme « électroplacage » ou "électroplaquage", est parfois utilisé, notamment en français-canadien, comme traduction du terme anglais « electroplating » pour désigner le placage par galvanoplastie.

## Principe
C’est le même principe que celui de l’électrolyse au moyen d'un courant électrique continu. À l'anode (le pôle « positif »), le métal M est oxydé en cations (ions positifs) qui passent en solution dans le solvant (en général, l'eau) : 
M → Mn+ + n e−
L'objet qu'il s'agit de recouvrir de métal est plongé dans le solvant et relié à la cathode, où la réaction inverse se produit : l'ion métallique est réduit en métal et forme un dépôt métallique à la surface de l'objet :
Mn+ + n e− → M
Puisqu'il s'agit d'une électrolyse, il y a un risque de réactions parasites d'électrolyse du solvant. Lorsque le solvant est l'eau : à l'anode, la production d'oxygène au lieu de la dissolution du métal, et à la cathode, la production d'hydrogène au lieu de dépôt de métal, selon respectivement les réactions :
2 OH− → H2O + 1/2 O2 + 2 e−
2 H+ + 2 e− → H2.

## Électrodéposition de métaux
Avant de pouvoir déposer un métal, il faut étudier le comportement de ce métal lors d'une électrolyse et notamment tracer une courbe intensité-potentiel I=f(E) pour rendre la réaction souhaitée rapide tout en évitant l'électrolyse du solvant. La vitesse de l'opération augmente avec l'intensité du courant et donc avec la tension appliquée, mais si cette dernière est trop élevée le risque d'électrolyse du solvant augmente. Cela se traduira par le dégagement de bulles, qui au surplus risque de perturber le dépôt du métal.
Si le potentiel de l'hydrogène est plus bas que le potentiel de réduction du métal (cas des métaux « nobles »), il y aura moins de problème. Dans le cas contraire, si sur le métal la surtension du dégagement hydrogène est plus faible que le potentiel de réduction, alors tout ou une partie de l'intensité est utilisée pour la réduction de l'eau.

## Histoire

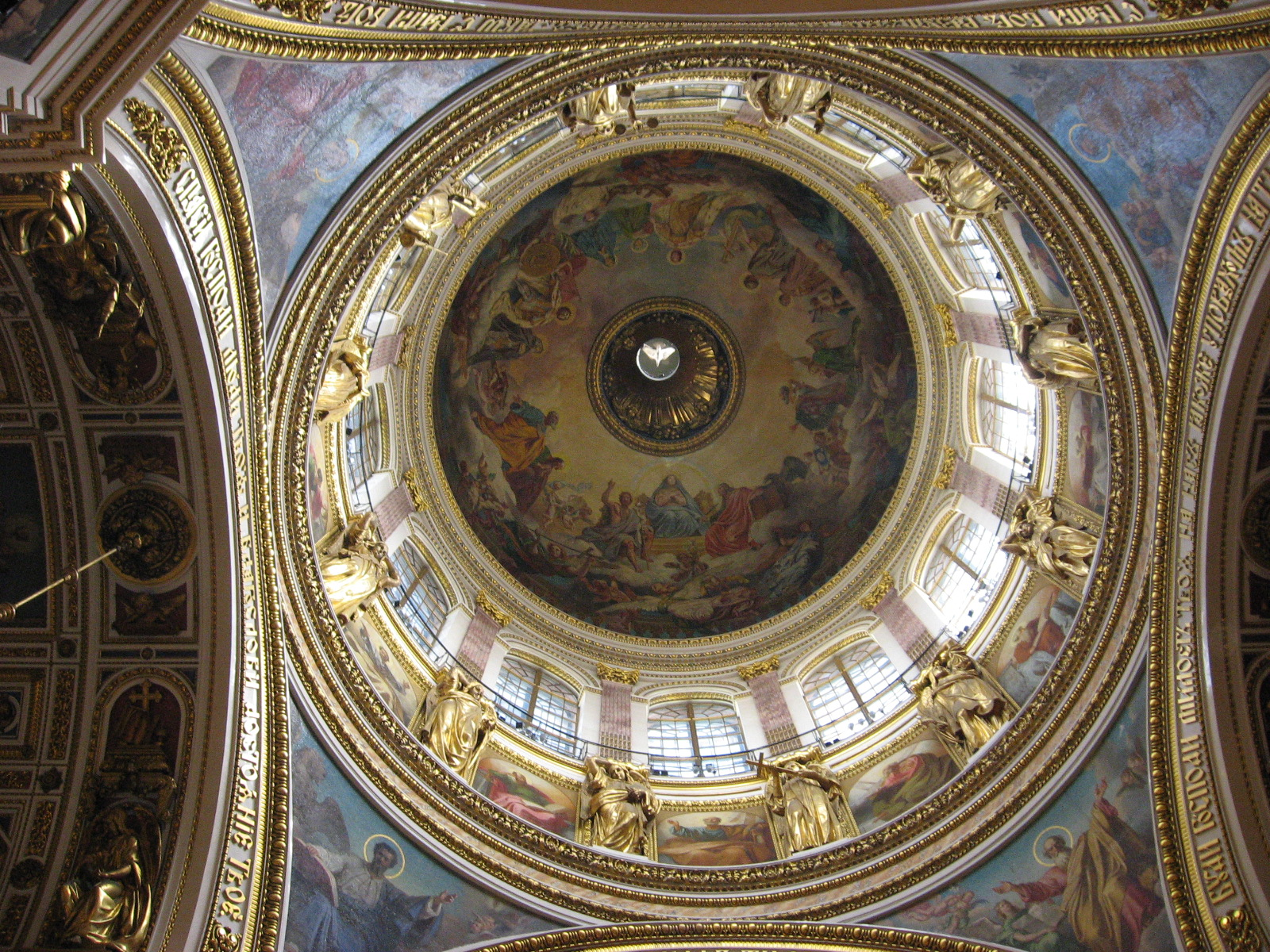
Coupole de la cathédrale Saint-Isaac de Saint-Pétersbourg : les statues d’anges, de 6 m de haut, ont été réalisées en galvanoplastie.

Il est possible que les Égyptiens aient utilisé il y a 3 000 ans un procédé proche pour orner de cuivre les objets d'art, ce qui expliquerait l'existence de statues de cuivre d'une très grande finesse. De l'or aurait pu être déposé en poudre ou à la feuille sur des statues en bois et une immersion dans une solution de cuivre simultanément à un contact avec du zinc aurait permis le dépôt. De cette manière il n'y a pas besoin de connaître l'électricité elle-même. Le support peut ensuite être brûlé. Les Romains auraient également utilisé ce procédé, d'après des écrits de Pline l'Ancien[réf. nécessaire].
Au XVIe siècle, le moine Théodule, bénédictin de l'abbaye d'Helmershausen (de), décrit la dorure au mercure.
En 1805, le chimiste italien Brugnatelli dépose de l'or sur des objets plongés dans une solution de chlorure d'or, à l'aide de la pile inventée par son compatriote Alessandro Volta. Mais le procédé sera réellement reconnu et publié en 1837 par le physicien russe Boris Jacobi à Saint-Pétersbourg et par Thomas Spencer en Angleterre, puis industrialisé par la maison Charles Christofle à Paris et Alexander Parkes, employé des établissements Elkington à Birmingham. Le terme galvanoplastie est alors adopté, d'après la présentation du procédé par Jacobi à l'académie de Saint-Pétersbourg.
La fin du XIXe siècle voit se développer la galvanoplastie des bronzes d'ornement et des métaux précieux, essentiellement pour la reproduction de pièces (procédé également appelé électroformage). L'apparition des premières dynamos (machine de Gramme) permet une nette amélioration du procédé.
Les matrices de disques phonographiques furent fabriqués par galvanoplastie à partir de l'empreinte d'origine sur cire, pour permettre le tirage de grandes séries.